# Palmeirante
Palmeirante é um município brasileiro do estado do Tocantins. Localiza-se a uma latitude 07º51'36" sul e a uma longitude 47º55'33" oeste, estando a uma altitude de 140 metros. Sua população estimada é de 4.954 habitantes (IBGE). Possui uma área de 2472,35 km².